# Hyssura producta
Hyssura producta is een pissebed uit de familie Hyssuridae. De wetenschappelijke naam van de soort is voor het eerst geldig gepubliceerd in 1886 door Norman & Stebbing.